# 12132 Wimfröger
12132 Wimfröger è un asteroide della fascia principale. Scoperto nel 1960, presenta un'orbita caratterizzata da un semiasse maggiore pari a 2,6580026 UA e da un'eccentricità di 0,1385246, inclinata di 3,02845° rispetto all'eclittica.